# Wilaya d'Aïn Defla
La wilaya d'Aïn Defla (en arabe : ولاية عين الدفلى; en berbère : ⵜⴰⵡⵉⵍⴰⵢⵜ ⵏ ⵄⵉⵏ-ⴷⴼⵍⴰ) est une wilaya (division administrative) algérienne située au nord du pays.

## Géographie

### Localisation
La wilaya d'Aïn Defla est située au centre  de l'Algérie à 145 km au sud ouest d'Alger dans une zone reliant l’Est et l’Ouest du pays, elle est  délimitée :
- au nord, par la wilaya de Tipaza ;
- au nord-est, par la wilaya de Blida ;
- à l'est , par la wilaya de Médéa ;
- au sud, par la wilaya de Tissemsilt ;
- à l'ouest, par la wilaya de Chlef.

|                 | Wilaya de Tipaza     | Wilaya de Blida |
| Wilaya de Chlef | wilaya de Aïn Defla  | Wilaya de Médéa |
|                 | Wilaya de Tissemsilt |                 |

### Relief
La wilaya d'Aïn Defla est une wilaya montagneuse qui fait partie intégrante de la région du Tell, elle est formée par le massif de la Dahra au nord qui culmine au mont Zaccar (1 550 m) au nord de Miliana, par l'Ouarsenis qui culmine au mont Achaouen pres de 1 800 m au sud est de Tarik ibn ziad, et la vallée de Chellif entre les deux massifs.

### Climat
Le climat de la wilaya d'Aïn Defla est de type méditerranéen semi-aride, avec un caractère de continentalité très marqué. La pluviométrie varie entre 500 et 600 mm/an.

## Organisation de la wilaya

### Walis
Le poste de wali de la wilaya d'Aïn Defla a été occupé par plusieurs personnalités politiques depuis sa création en 1984.
| no | Wali                        | Début             | Fin               |
| -- | --------------------------- | ----------------- | ----------------- |
| 1  | Hadj Khelifa Aïssaoui       | 4 avril 1984      | 13 mai 1984       |
| 2  | Mahmoud Si Youcef           | 13 mai 1984       | 20 septembre 1987 |
| 3  | Abderrahmane Meziane Chérif | 20 septembre 1987 | 29 juillet 1990   |
| 4  | Abderrachid Guerram         | 29 juillet 1990   | 30 juin 1994      |
| 5  | Abdelwahab Nouri            | 30 juin 1994      | 12 juillet 1997   |
| 6  | Brahim Merad                |                   | 22 août 1999      |
| 7  | Ahmed Adli                  | 22 août 1999      | 17 août 2004      |
| 8  | Abdelkader Kadi             | 17 août 2004      | 30 septembre 2010 |
| 9  | Hadjri Derfouf              | 30 septembre 2010 | 22 juillet 2015   |
| 10 | Kamel Abbas                 | 22 juillet 2015   | 5 octobre 2016    |
| 11 | Aziz Benyoucef              | 5 octobre 2016    | 25 janvier 2020   |
| 12 | M’barek El Bar              | 25 janvier 2020   | 14 septembre 2022 |
| 13 | Abdelghani Filali           | 14 septembre 2022 | 24 avril 2024     |
| 14 | Aziz Bouras                 | 24 avril 2024     | en cours          |

### Daïras
La wilaya de Aïn Defla compte quatorze daïras :
Aïn Defla · Aïn Lechiakh · Bathia · Bordj Emir Khaled · Boumedfaa · Djendel · Djelida · El Abadia · El Amra · El Attaf · Hammam Righa · Khemis Miliana · Miliana · Rouina

### Communes
La wilaya d'Aïn Defla compte trente-six communes :
Aïn Benian · Aïn Bouyahia · Aïn Defla · Aïn Lechiekh · Aïn Soltane · Aïn Torki · Arib · Bathia · Belaas · Ben Allal · Birbouche · Bir Ould Khelifa · Bordj Emir Khaled · Boumedfaa · Bourached · Djelida · Djemaa Ouled Cheikh · Djendel · El Abadia · El Amra · El Attaf · El Hassania · El Maine · Hammam Righa · Hoceinia · Khemis Miliana · Mekhatria · Miliana · Oued Chorfa · Oued Djemaa · Rouina · Sidi Lakhdar · Tacheta Zougagha · Tarik Ibn Ziad · Tiberkanine · Zeddine

## Ressources hydriques

### Barrages
La wilaya d'Aïn Defla comprend les barrages suivants :
- Barrage d'Arib[16] ;
- Barrage de Ouled Mellouk[17] ;
- Barrage de Ghrib[18] ;
- Barrage de Derder[19] ;
- Barrage de Harezza[20].

## Histoire
Le territoire d'Aïn-Defla a connu la présence romaine, attestée par les vestiges de l'Oppidum Novum. Durant la période musulmane, un lieu-dit « el Khadra » ou littéralement « la Verte », probablement situé sur la rive gauche de la rivière du Chélif, à 2 ou 3 km de la rencontre de l'Oued Hereeza avec le Chélif. un lieu de passage de l'ouest vers l'est et un lieu de rencontre entre les habitants des montagnes environnantes. La ville actuelle est un centre créé en 1857 pendant la colonisation française près d’Orléansville dans le département d’Alger. Le village reçoit le nom de Duperré en hommage à Guy-Victor Duperré (1775-1846), amiral et commandant de la flotte de la conquête.

## Santé
- Hôpital Hamou Makour.
- Hôpital de Khemis Miliana.
- Hôpital de Miliana.
- Hôpital d'El Attaf.

## Population et démographie

### Origine de la population
Les plus grandes villes de la wilaya sont Khemis Miliana, Aïn Defla , el attaf et Miliana, la population d'origine zénète a  de nombreux brassages: Romains, Turcs[réf. souhaitée], Andalous et Arabes. L'arabe algérien est la principale langue parlée, les dialectes berbères subsistent dans le Dahra et dans quelques villages de l'Ouarsenis.

### Évolution démographique
En 2008, la population de la wilaya d'Aïn Defla était de 766 013 habitants contre 536 205 en 1987. 8 communes dépassaient alors la barre des 30 000 habitants :
| 1987    | 1998    | 2008    | 2018    |
| ------- | ------- | ------- | ------- |
| 536 205 | 659 182 | 766 013 | 899 063 |

| Commune        | Population | Taux de croissance annuel 2008/1998 |
| -------------- | ---------- | ----------------------------------- |
| Khemis Miliana | 84 574     | 1,3 %                               |
| Aïn Defla      | 65 453     | 2,3 %                               |
| El Attaf       | 57 737     | 1,4 %                               |
| Miliana        | 44 201     | 1,1 %                               |
| El Abadia      | 40 697     | 2,1 %                               |
| Djelida        | 36 076     | 1,8 %                               |
| El Amra        | 31 073     | 1,9 %                               |
| Djendel        | 30 170     | 1,2 %                               |

## Économie
L'agriculture est la principale activité des habitants, la wilaya est classée au premier rang national dans la production de la pomme de terre dont elle alimente 30 % du marché national. La superficie agricole représente plus de la moitié de la superficie totale de la wilaya. Les forêts sont principalement couvertes de pin d'Alep, chêne vert et thuya.
La wilaya d'Aïn Defla possède sur son territoire le barrage de Ghrib.

### zones d'Activités
| Commune        | Superficie/ Ha | nbr de lots |
| -------------- | -------------- | ----------- |
| Khemis Miliana | 27.78          | 28          |
| Aïn Defla      | 7.22           | 4           |
| El Attaf       | 31.37          | 33          |
| Boumedfaa      | 19.37          | 15          |
| Hoceinia       | 17.20          | 15          |
| El Abadia      | 2.93           | 3           |
| Sidi Lakhdar   | 1.08           | 5           |
| Tiberkanine    | 87.64          | 216         |

Source : Ministère de l'Industrie de la République algérienne

### Zones industrielles
| Commune   | Superficie/ Ha | nbr de lots |        |
| --------- | -------------- | ----------- | ------ |
| Boumedfaa | 43             | 38          | [ 26 ] |
| Aïn Defla | 164            | 77          | [ 26 ] |